# Cathy McLeod
Pour les articles homonymes, voir McLeod.
Cathy McLeod, née le 12 juin 1957 à Kingston (Canada), est une infirmière et une femme politique canadienne. Elle représente à titre de députée conservatrice à la Chambre des communes du Canada la circonscription britanno-colombienne de Kamloops—Thompson—Cariboo de 2008 à 2021.

## Biographie
Née à Kingston en Ontario
, McLeod termine des études en sciences infirmières à l'université Western Ontario de London en Ontario en 1981.
Elle entame une vie publique en devenant conseillère municipale du village de Pemberton en Colombie-Britannique de 1993 à 1996 et mairesse de 1996 à 1999 avant de s'établir à Kamloops où elle exerce son métier d'infirmière et d'administratrice dans le réseau de santé,.
Élue en 2008 dans Kamloops—Thompson—Cariboo, elle devient secrétaire parlementaire du ministre du Revenu national en janvier 2011. Réélue en 2011, elle est nommée secrétaire parlementaire du ministre du Travail et du ministre de la Diversification de l'économie de l'Ouest canadien en septembre 2013.
Réélue en 2015 et en 2019, elle annonce ne pas vouloir se représenter à l'élection de 2021 le 4 février 2021.